# Preng Doçi
Preng Doçi (ur. 25 lutego 1846 we wsi Burgër k. Lezhy, zm. 22 lutego 1917 w Szkodrze) – albański ksiądz katolicki, poeta i działacz narodowy. 

## Życiorys
Urodził się w 1846 roku w rodzinie katolickiej. Ukończył szkołę średnią w Szkodrze. W latach 1855–1859 uczył się w seminarium franciszkańskim w Kallmeti. Od 1859 kontynuował naukę w seminarium papieskim (Kolegija Papnore Shqyptare), a następnie w Rzymie na Papieskim Uniwersytecie Urbaniana. W Rzymie został wyświęcony na księdza i w 1871 powrócił do Albanii. Początkowo pracował w parafii Korthpulë, a następnie w Kalivarja k. Spaç. W 1876 był jednym z organizatorów powstania Mirdytów przeciwko władzom osmańskim. W czasie powstania odwiedził Cetynię, zabiegając o pomoc Czarnogórców dla powstania. Powstanie zostało stłumione w marcu 1877, a za udział w powstaniu Doçi został suspendowany przez ordynariusza Lezhe, bp Franciszka Malczyńskiego. Ukrywał się we wsi Vuthaj k. Gusinja, ale został schwytany przez Turków i zesłany do Stambułu. Dzięki wstawiennictwu patriarchy ormiańskiego Stefana Azariana pod fałszywym imieniem Pére Achile wyjechał do Rzymu. Z Rzymu został wysłany do Stanów Zjednoczonych. Do 1881 prowadził działalność misjonarską w Wayne (stan Pensylwania), Nowym Brunszwiku i na Nowej Fundlandii.
W 1881 powrócił do Rzymu i został skierowany do Indii, gdzie pracował jako sekretarz delegata apostolskiego w Indiach kardynała Antonio Agliardiego. Dopiero w 1888 Doçi uzyskał zgodę władz osmańskich na powrót do Albanii. 25 października 1888 papież Leon XIII na mocy dekretu Supra montim Mirditarum odnowił opactwo terytorialne św. Aleksandra w Orosh w kraju Mirdytów i powierzył Doçiemu godność opata. W styczniu 1889 Doçi objął zwierzchnictwo nad opactwem i utworzył tam szkołę z językiem albańskim. W latach 1890–1894 znacząco poszerzył zakres jurysdykcji opactwa. Nie zrezygnował z działalności politycznej. W 1897 udał się w podróż do Wiednia, aby tam zabiegać o poparcie dla idei autonomicznego księstwa katolickiego w północnej Albanii, pod przywództwem Mirdytów. W 1913 zdecydował się na poparcie księcia Wilhelma zu Wieda, w czasie kiedy ten panował w Albanii. Był także współtwórcą powstałego w 1899 w Szkodrze stowarzyszenia Bashkimi (Zjednoczenie), które zajmowało się organizowaniem edukacji w języku albańskim. Zmarł w 1917 roku.

## Działalność literacka
Pierwsze utwory poetyckie o tematyce patriotycznej pisał w latach 70. XIX w. W 1899 Doçi należał do grona założycieli Towarzystwa jedności języka albańskiego (Shoqnia e bashkimit të gjuhës shqipe), nazywanego też Stowarzyszeniem Jedność (Shoqnia Bashkimi). Razem z nim w stowarzyszeniu działali inni duchowni: Ndoc Nikaj, Gjergj Fishta i Lazër Mjeda. Stowarzyszenie opracowało projekt alfabetu, który był jednym z trzech proponowanych na kongresie monastyrskim w 1908, który zajął się ujednoliceniem standardu języka albańskiego. Utwory poetyckie zamieszczał w piśmie Fiamuri Arbërit, prowadzonym przez Arboreszów. Używał pseudonimu Chłopiec z Albanii (Një djalë prej Shqypnije)